# Ulrike Rabmer-Koller

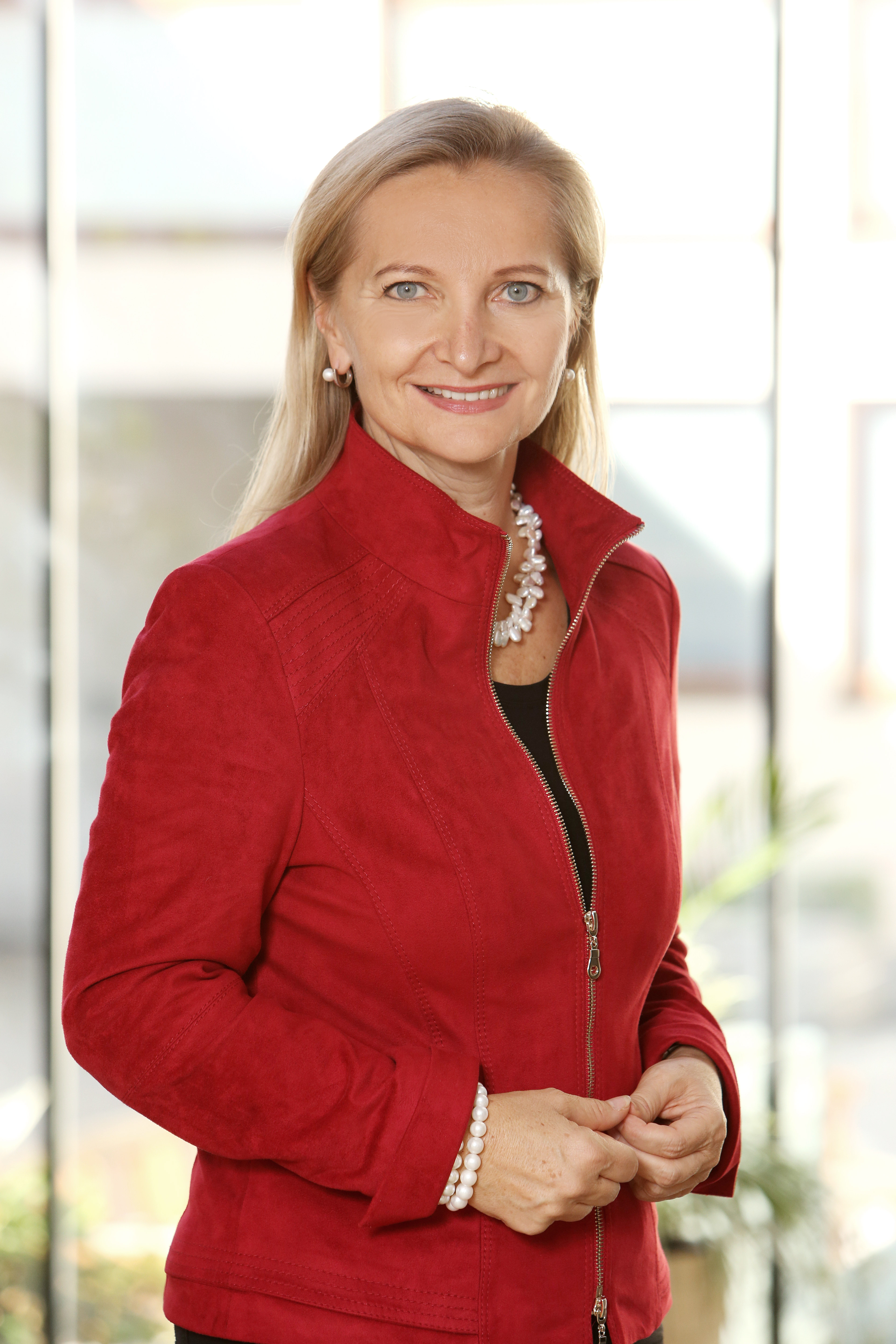
Ulrike Rabmer-Koller in 2013

Ulrike Rabmer-Koller (* 6. August 1966 in Linz) ist eine österreichische Unternehmerin und ehemalige Politikerin.

## Leben

### Ausbildung und Beruf
Rabmer-Koller studierte Betriebswirtschaftslehre an der Johannes-Kepler-Universität Linz, ist verheiratet und Mutter zweier Kinder.
Sie führt die mittelständische Rabmer Familiengruppe in zweiter Generation. Sie stieg 1992 ins elterliche Unternehmen ein und baute es zum Komplettanbieter im Baubereich sowie zum Umwelttechnikspezialisten mit Fokus auf grabungsfreie Rohrsanierung, Wasser- und Energieeffizienz, Kalk- und Korrosionsschutz sowie Energie aus Abwasser aus. Sie zeichnet auch maßgeblich verantwortlich für die Internationalisierung des Unternehmens. Seit 2011 ist sie alleinige Eigentümerin der Rabmer Gruppe.

### Politik
Ihre politischen Aktivitäten startete sie auf kommunaler Ebene. Von 1997 bis 2005 war sie als Gemeinderätin und Vorsitzende des Familien- und Sozialausschusses in ihrer Heimatgemeinde Altenberg bei Linz tätig. Von 2002 bis 2003 war sie im Landesvorstand der Jungen Wirtschaft Oberösterreich. 2003 wurde sie als erste Frau ins Präsidium der WKOÖ berufen, wo sie bis 2015 verantwortlich für die Themen Internationalisierung, Junge Wirtschaft, Frau in der Wirtschaft sowie Förderungen tätig war.

### Funktionen
Ab 2003 war sie auch Teil des erweiterten Vorstands des Wirtschaftsbundes Oberösterreich und der OÖVP Landesparteikonferenz sowie Mitglied des Wirtschaftsparlaments der Wirtschaftskammern Oberösterreich und Österreich. Von 2010 bis 2016 war sie Landesvorsitzende von Frau in der Wirtschaft OÖ sowie Obfrau der Betriebshilfe OÖ. Auch auf Branchenebene war Rabmer-Koller aktiv: Seit 2005 ist sie Ausschussmitglied der Bauinnung OÖ und von 2011 bis 2015 war sie Obmann- bzw. Obfrau-Stellvertreterin der Bundessparte Gewerbe und Handwerk.
Im Juni 2015 folgte der Ruf ins Präsidium der Wirtschaftskammer Österreich, wo sie sich bis Juni 2020 als Vizepräsidentin für die Anliegen der österreichischen Wirtschaft mit starkem Fokus auf KMUs und Umwelttechnologie einsetzte. Im selben Zeitraum gehörte sie auch dem Präsidium des österreichischen Wirtschaftsbundes an. Von 2015 bis 2017 war sie Vorstandsvorsitzende im Hauptverband der österreichischen Sozialversicherungsträger. Ihr Rücktritt aus dieser Funktion aufgrund mangelnder politischer Unterstützung für ihre Reformvorhaben sorgte für Aufsehen. Ihre Reformpläne zur Zusammenlegung der Kassen wurden von der Bundesregierung Kurz I umgesetzt. Laut Rechnungshof ergaben sich anstatt der erhofften Einsparungen von einer Milliarde Euro durch diesen Umbau Zusatzkosten von 215 Millionen Euro.
Von 2016 bis 2019 stand sie als Präsidentin dem europäischen KMU-Verband SMEunited vor, der die Interessen der 24 Millionen europäischen KMUs vertritt. In dieser Funktion nahm sie auch an den regelmäßig stattfindenden EU-Sozialpartnergipfeln mit den Spitzen der EU-Kommission und des EU-Rates teil. Zuvor war sie von 2011 bis 2015 Vizepräsidentin des Verbandes und Vorsitzende des Komitees für Umwelt & Nachhaltigkeit. Diese Funktionen übte sie auch von 2020 bis 2021 wieder aus.
Die EU-Kommission nominierte sie in mehrere Expertengruppen und Funktionen. Von 2013 bis 2015 war sie Mitglied der EU High-Level-Group zum Thema „Key Enabling Technologies“. Im Juni 2017 nahm sie auf Einladung der EU-Kommission am Treffen der G7-Umweltminister in Bologna teil und erarbeitete dort gemeinsam mit anderen Unternehmensvertretern Positionen für eine bessere Integration von Ökologie und Ökonomie. Im Dezember 2017 erfolgte die Bestellung in die High Level Group „Industrie 2030“, in der sie gemeinsam mit 19 weiteren Experten und Expertinnen aus Europa die Europäische Industriestrategie 2030 erarbeitete. 2018 wurde sie in die „G20 Business Women Leader Task Force“ nominiert.
Ulrike Rabmer-Koller setzt seit mehr als 30 Jahren einen besonderen Fokus auf Innovation und Umwelttechnik. Sie war Initiatorin und langjährige Sprecherin des Clean-Tech-Clusters und des Netzwerks Ressourcen- und Energieeffizienz Oberösterreich, Vizepräsidentin des ACT (Österreichisches Zentrum für saubere Technologien) und Vizepräsidentin des AATT (Österreichischer Verband für grabenlose Technologie) sowie Mitglied des Beirats des ACR (Austrian Cooperative Research). Im Jahr 2019 wurde sie vom Europäischen Patentamt zum Vorsitzenden der Jury ernannt, die die Vorschläge für den European Inventor Award bewertet. Sie fungierte auch als Jury-Mitglied beim Österreichischen Staatspreis Patent 2020 sowie beim EIT Award 2020.
Neben ihrer Managementfunktionen in der Rabmer Gruppe war und ist Ulrike Rabmer-Koller auch als Certified Supervisory Expert in zahlreichen Beirats- und Aufsichtsratsfunktionen tätig.

## Auszeichnungen
2016 wurde sie mit dem „Silbernen Ehrenzeichen des Landes OÖ“ und im Jahr 2017 mit dem Berufstitel Kommerzialrätin ausgezeichnet. 2019 wurde Ulrike Rabmer-Koller von der „Lobby der Mitte“-Jury zum „Mittelstandshero 2019“ gekürt. Im Oktober 2020 wurde sie zur Honorarkonsulin des Königreichs Belgien für Oberösterreich ernannt. Mit ihrem Unternehmen gewann sie den Enterprise Europe Network (EEN) Award 2016, den Energy Glob Award OÖ 2017, den GBB Award 2021, den HERMES.KLIMASCHUTZ:PREIS 2021 sowie den Oberösterreichischen Regionalitätspreis 2021.
- 2023: Julius-Raab-Medaille[41]